# 路易丝·格吕克
露伊絲·伊莉莎白·葛綠珂（英語： (/ɡlɪk/)，1943年4月22日—2023年10月13日），美国诗人、散文家，曾获诺贝尔文学奖及国家人文奖章、普利策诗歌奖、美國國家圖書獎、美国国家书评人协会奖和博林根奖等美国主要文学奖项。2003年至2004年担任美国桂冠诗人。格吕克一般被认为是自传诗人，其作品以强烈的感情著称，在对现代人生活及自身个人经历进行沉思时，常以神话、历史或自然作为意境，探索主题广泛，内容主要为刻画创伤、欲望和自然的各个方面，特点是坦承表达悲伤和孤独的情感。另有学者把重点放在她对诗人性格的建构，以及作品中自传与古典神话的关系上。
格吕克出生在纽约，在纽约长岛长大。高中时罹患神经性厌食症，后康复。其后于莎拉·劳伦斯学院和哥伦比亚大学就读，未取得学位。除了诗歌创作外，她还在多家机构教授诗歌，曾为耶鲁大学兼职教授兼罗森克兰兹驻校作家，居住在马萨诸塞州剑桥。
2023年10月13日，格吕克于马萨诸塞州剑桥去世，享年80歲。

## 生平

### 早年
1943年4月22日，路易丝·格吕克在纽约出生，是家中的小女儿，有一个姐姐。父亲是商人丹尼尔·格吕克（Daniel Glück），母亲是家庭主妇比阿特丽斯·格吕克（Beatrice Glück，本姓格罗斯比）。祖父母是移民到美国的匈牙利犹太人，在纽约有一家杂货店，两人在美国生的第一个孩子是她的父亲。父亲一心想当作家，但最终和表姐夫一起做生意，凭借共同发明的X-Acto小刀大获成功。
格吕克的母亲毕业于维斯理学院。年少时在父母讲授希腊神话及圣女贞德等经典故事的教育下，格吕克开始走上诗歌创作道路。十几岁时患上神经性厌食症，自此青少年及青年岁月深受困扰。她在一篇散文中，自称她的疾病是离开母亲独立生活的结果。但在其他地方，她认为这个病是姐姐在她出生前去世的后果。在休利特乔治·W·休利特高中读高三的那年秋天，她接受精神分析治疗。几个月后休学，全身心投入到康复中，直到1961年才毕业。她曾谈到这个决定，“我明白，我总有会死的一天。但我非常确切、非常内在地意识到，我不想死”。随后七年，她不断接受治疗，后来她认为这段时光帮助不仅帮她战胜病魔，还学会了如何思考。
由于身体抱恙，格吕克无法以全日制学生的身份就读大学。她曾一度谈到放弃高等教育，转而接受必须治疗的决定：“……我的心理条件、我在行为上的高度死板、对陈旧规则的疯狂依赖，使得我不可能接受其他形式的教育”。她转而参加莎拉·劳伦斯学院的诗歌班，于1963年到1965年加入哥伦比亚大学普通教育学院的诗歌工作坊，参与这个为非传统学生开设的计划，期间与列昂妮·亚当斯和斯坦利·库尼兹一同学习，这两位老师被她认为是带她走上诗人生涯的重要导师。

### 生涯
离开哥伦比亚大学后，格吕克开始从事秘书工作，帮补个人支出。1967年嫁给小查尔斯·赫兹（Charles Hertz, Jr.），最终离婚收场。1968年发表首部诗集《头生子》（Firstborn），获文学界高度评价。然而之后相当长的一段时间，她出现創作瓶頸 ，直到1971年开始在佛蒙特戈达德学院教诗歌后，才得以解决，期间她创作的诗歌收录于个人第二本诗集《沼泽地上的房屋》（The House on Marshland，1975）。许多评论人认为这部作品是一鸣惊人之作，大呼她发现了一把独特的声音。
1973年，格吕克给伴侣约翰·德拉诺（John Dranow）生下儿子诺亚。德拉诺在戈达德学院开设夏季写作课程。两人于1977年结婚。1980年，德拉诺与诗人埃伦·布莱恩特·沃格特的丈夫弗朗西斯·沃格特共同创办营利学院新英格兰烹饪学院，格吕克和布莱恩特·沃格特是学院早期投资人，担任学院董事。
1980年，格吕克第三本诗集《下降的形象》（Descending Figure）出版。然而，作品的语气和主题受到批评。其中，诗人格雷格·库兹马拿如今被广泛摘编的诗作《溺死的孩子》（The Drowned Children）为例子，指责格吕克“厌恨孩子”。不过总的来说，这本书还是受到表扬。同年，格吕克在佛蒙特的家遭遇大火，所有财产被烧毁。受到这场悲剧的影响，格吕克开始创作大量诗歌，这些作品后来收录于获奖作品《阿基里斯的胜利》。《纽约时报》专栏作家、文学评论人丽姿·罗森伯格认为这部选集比格吕克之前的作品“更加纯洁、更加尖锐”。《佐治亚州评论报》（The Georgia Review）评论人彼得·斯蒂特（Peter Stitt）认为该本书表明格吕克是“我们这个年代最重要的一位诗人”。其中《责备》（Mock Orange）一诗被认为是女性主义者圣歌，也因频繁出现在诗选及大学课程中，被认为是“天选之诗”。
1984年，格吕克担任马萨诸塞州威廉姆斯学院英文系高级讲师。次年父亲过世，促使她开始创作新诗集《阿勒山》（Ararat，1990）。“阿勒山”一词出自创世纪大洪水故事中的山峰。2012年，评论人德怀特·加纳在《纽约时报》的专栏中称该作品是“近25年来美国诗坛最残暴、悲伤满溢的作品”。之后，格吕克又于1992年出版诗集《野鸢尾》，是她最畅销、最广受好评的作品之一，诗歌内容为花园中的花卉与一位园丁和一位神灵探讨生命的本质。《出版者周刊》（Publishers Weekly）认为作品是展示“诗歌的壮美”的“重要作品”。评论人伊丽莎白·隆德在《基督科学箴言报》中称赞作品是“里程碑之作”。格吕克1993年凭借该作品赢得普利策诗歌奖，奠定了格吕克在美国诗坛的重要地位。
1990年代，就在她的诗歌生涯大获成功的时候，个人生活经历了低谷。她与约翰·德拉诺离婚后，两人的关系步入僵局，最终影响他们的业务往来，促使德拉诺离开新英格兰烹饪学院。格吕克将自己的经历转化为作品，步入了职业生涯的多产期。1994年，她发表散文集《事实与理论：诗歌散文》（Proofs & Theories: Essays on Poetry），1996年发布诗集《草场》（Meadowlands），讲述爱情的本质及婚姻的恶化，1999年和2001年分别出版诗集《新生》（Vita Nova）和《七个时期》（The Seven Ages）。
2004年，受九一一恐怖袭击影响，格吕克创作一本书篇幅的诗歌《十月》（October）。诗歌分六个部分，引用古希腊神话探讨创伤及苦难的各个方面。同年担任耶鲁大学罗森克兰兹驻地作家。
加入耶鲁后，格吕克继续发表诗歌，包括《阿弗尔诺》（Averno，2006）、《村居生活》（A Village Life，2009）和《忠贞之夜》（Faithful and Virtuous Night，2014）。2012年，收录了她半世纪以来诗作的合集《诗歌：1962-2012年》（Poems: 1962-2012）发表，被誉为“文学界的大事”。另一本散文集《美国独创》（American Originality）2017年发表。
2016年，上海人民出版社联合世纪文景出版格吕克两本中文诗集《直到世界反映了灵魂最深层的需要》和《月光的合金》，前者收录《阿弗尔诺》和《村居生活》两本诗集，以及《头生子》、《沼泽地上的房屋》、《下降的形象》、《阿喀琉斯的胜利》、《阿勒山》等早期作品，后者收录《野鸢尾》、《草场》、《新生》、《七个时期》等成熟期作品，由柳向阳、范静哗翻译。《野鸢尾》的繁体中文版于2017年由宝瓶文化出版。
2020年10月获诺贝尔文学奖，成为第16位获此殊荣的女作家。受2019冠状病毒病疫情的影响，格吕克只能在家中领奖。在其后以书面形式进行的诺贝尔获得者讲座中，她强调自己早年间探讨诗人、读者与大众三者之间的关系时，接触到威廉·布莱克及埃米莉·狄更生的诗歌。
2022年，出任耶鲁大学诗歌实践弗雷德里克·伊瑟曼教授。2023年，出任斯坦福大学英文系教授，讲授创意写作课程。

### 去世
2023年10月13日，因罹患癌症，于马萨诸塞州剑桥家中去世，享年80歲。

## 家庭
格吕克有过两次婚姻。第一任丈夫是小·查尔斯·赫兹，第二任丈夫是约翰·德拉诺。儿子诺亚·德拉诺是见习侍酒師，住在旧金山。
姐姐在格吕克出生前去世。妹妹特蕾玆（Tereze）曾是花旗银行副总裁，也是一位获奖的小说家。侄女是演员阿比盖尔·萨维奇。

## 荣誉
格吕克的作品曾屡次获奖。除了获得美国大多数主要的诗歌奖，她还是国家艺术基金和古根海姆纪念基金会的成员。下列是她在机构及个人作品方面获得的荣誉。

| 机构奖 - 国家艺术基金（1970） - 古根海姆纪念基金会（1975） - 国际艺术基金（1979-80） - 美国艺术暨文学学会诗歌奖（1981） - 古根海姆创意艺术基金（1987） - 国家艺术基金（1988-89） - 威廉姆斯学院荣誉博士（1993） - 美国文理科学院院士（1993） - 佛蒙特州官方诗人（1994-1998） - 米德尔伯里学院荣誉博士（1996） - 美国艺术暨文学学会会士（1996） - 兰南文学奖（1999） - 麻省理工学院人类学、艺术学与社会学院50周年奖章（2001） - 博林根奖（2001） - 美国桂冠诗人（2003-2004） - 美国诗人学会华莱士·史蒂文斯奖（2008） - 艾肯·泰勒现代美国诗歌奖 (2010) - 美国成就学院院士（2012） - 美國哲學會会士（2014） - 美国艺术暨文学学会诗歌金奖（2015） - 国家人文奖章（2015） - 特兰斯特罗默奖（2020） - 诺贝尔文学奖（2020） - 达特茅斯学院荣誉博士（2021） | 个人作品奖 - 梅尔维尔·亨利·卡內奖（Melville Cane Award）：《阿喀琉斯的胜利》（1985） - 美国国家书评人协会奖：《阿喀琉斯的胜利》（1985） - 丽贝卡·约翰逊·鲍比特国家诗歌奖：《阿勒山》（1992） - 威廉·卡洛斯·威廉姆斯奖：《野鸢尾》（1993） - 普利策诗歌奖：《野鸢尾》（1993） - 国际笔会玛尔塔·阿尔布兰德非虚构处女作奖：《事实与理论：诗歌散文》（1995） - 英语国家联盟大使图书奖：《新生》（2000） - 英语国家联盟大使图书奖：《阿弗尔诺》（2007） - 新英格兰独立笔会奖：《阿弗尔诺》（2007） - 洛杉矶时报图书奖：《诗歌：1962-2012年》（2012） - 国家图书奖：《信望与良善之夜》（2014） |

另外，《野鸢尾》、《新生》和《阿弗尔诺》入选国家图书奖最终名单。《七个时期》入选普利策诗歌奖和国家书评人协会奖最终名单。《村居生活》入选国家书评人协会奖和格里芬国际诗歌奖最终名单。
格吕克的诗歌入选大量诗集，包括《诺顿诗选》（Norton Anthology of Poetry）、《牛津美国诗歌》（Oxford Book of American Poetry）
和《哥伦比亚美国诗选》。

### 当选或受邀职位
1999年，格吕克和丽塔·德芙和威廉·斯坦利·默溫担任美国国会图书馆特别顾问，协助策划图书馆成立200周年纪念活动。同年担任美国诗人学会会长，至2005年。2003年起担任耶鲁青年诗人丛书竞赛最终评审，至2010年。耶鲁青年诗人丛书竞赛是全美历史最悠久的年度诗歌比赛，格吕克担任评审期间，选择出版了彼得·斯特里克福斯和费迪·乔达等人的作品。
另外任教于斯坦福大学、波士顿大学和爱荷华州作家研讨会。

## 作品
一直以来，格吕克的作品都是学术界研究的对象。她的论文，包括手稿、信函及其他材料目前藏于耶鲁大学拜内克古籍善本图书馆。

### 形式
格吕克以用语精准、语调简朴的抒情诗著称。诗人克雷格·摩根·泰彻尔认为她是少有“用词罕有、字斟句酌、不矫饰”的诗人。学者劳拉·昆尼（Laura Quinney）认为她用词上的谨慎，使得她成为埃米莉·狄更生和伊丽莎白·毕晓普那样“珍视压缩强烈情感的美国诗人”。格吕克的诗歌鲜少押韵，而是使用重复、跨行及其他修辞手法达成押韵的效果。
一直以来，学者和评论家之间就有格吕克的诗歌是否应被看作自白诗的讨论，考虑到她的诗歌中普遍存在第一人称视角，以及受其个人经历启发的亲密主题。学者洛贝特·贝克认为从某些基本的方面来讲，格吕克是一位自白诗人。但评论人迈克尔·罗宾斯（Michael Robbins）认为格吕克的自白诗不同于希薇亞·普拉斯或约翰·贝里曼的不同，“依赖凭空想象的个人情感”，换而言之，格吕克如果不是在向读者讲话，就不是自白诗人。昆尼则认为，在格吕克看来，自白诗“很可恶”。其他人认为格吕克的诗歌应该是自传诗，尽管她在修辞上使用神话、寄情感于不同人格，使得她的诗不只是自白。学者海伦·文德勒也指出，“（格吕克的诗歌）用模糊拘谨的语言，呈现出另一种第一人称的‘自白’，同时保留毫无争议的个人风格”。

### 主题
格吕克的诗歌有各种各样的主题，但学者和评论人从中指出了几个重要的主题。其中一个是对创伤的关注。死亡、失去、拒绝、感情失败、尝试复原及恢复的主题贯穿格吕克创作生涯的始终。学者丹尼尔·莫里斯（Daniel Morris）认为，格吕克的诗歌四个标志股采用传统意义上的快乐或田园诗般的意象，“暗示了作者对死亡、对童真失去的认识”。学者乔安妮·费特·迪尔（Joanne Feit Diehl）回应这一观点，认为“这种‘终结感’为格吕克的诗歌注入怀旧力”，指她经常将常见的物品转化，比如将婴儿车转换为孤独和失落的表现。尽管如此，在格吕克看来，创伤可以说是通往更高人生欣赏力的大门，这是她在《阿喀琉斯的胜利》中讨论的最为明显的概念。
作品生与死两股力量的对立，促成了另一个常见的主题：欲望。格吕克经常写明各种欲望的形式，例如对爱的关注、对洞察力、对传递真相能力的渴求，但她在接触欲望时的心情是很矛盾的。莫里斯认为，格吕克的诗歌经常出现矛盾的观点，反映“她对地位、权力、道德、性别，以及最重要的语言很矛盾”。作家罗伯特·博耶（Robert Boyer）认为格吕克对欲望的矛盾是“艰苦的自我拷问”后的成品。他认为，格吕克的诗歌经常在“畏缩不前和笃定、感性的即时性和反思之间移动”，这样一个经常心怀大地、毫无幻想的诗人，对日常奇迹的诱惑和过度掌握情绪的突然高涨有强烈的反应。作品中各种欲望相互竞争形成的竞争感，不仅体现在她不同诗歌的假设中，还有对每本诗集采用的不同处理方法。这使得诗人兼学者詹姆斯·隆根巴赫认为“改变是路易丝·格吕克的最高价值”，“如果改变是她最渴望的事情，那也是她最抗拒的事情、在她看来最艰难、最来之不易的事情”。
自然也是诗歌中常见的意象。她最为著名的诗集《野鸢尾》将背景设置在一个花园，园中的花卉能发出睿智、有情感的声音。然而，莫里斯认为《沼泽地上的房子》也关心自然，可看作改良版的传统浪漫主义自然诗。《阿勒山》也出现了自然，其中一句诗是“花是哀悼的语言”，既能用来追思，也可以让哀悼者一较高下，决定出“自然的拥有权代表着有实际意义的象征体系”。因此，格吕克作品中的自然既是批判性的，也是被拥抱的。正如作家兼评论人艾伦·威廉姆森所说的，自然有时是圣灵的暗示，如同诗人在《天国之音乐》（Celestial Music）一诗中所说的“你爱这个世界，就会听到天国的奏乐”。或像《野鸢尾》一样，神用气象变化说话。
格吕克的诗歌也以所避讳的主题著称。莫里斯指出，“格吕克的作品经常回避种族认同，宗教分类或性别归属。事实上，她的诗歌经常否定批判性的评估，这种评估肯定身份政治作为文学评价的标准。她拒绝被认定为有连字符的诗人（即“美国-犹太诗人”），或是“女权主义”诗人、“自然诗人”，宁愿保留破坏偶像主义或两种极端中间者的光环”。

### 影响
格吕克的作品中有精神分析学影响，也有她童年时了解道德古代传说、比喻和神话。另外，她也表示莉欧妮·亚当斯和斯坦利·康尼茨影响了她的作品。学者也指出她的作品有罗伯特·洛厄尔、莱纳·玛利亚·里尔克和埃米莉·狄更生等人的影响。

## 部分书目

### 诗集
- 《头生子》（Firstborn, 1968）
- 《沼泽地上的房屋》（The House on Marshland, 1975）
- 《下降的形象》（Descending Figure, 1980）
- 《阿基里斯的胜利》（The Triumph of Achilles, 1985）
- 《阿勒山》（Ararat，1990）
- 《野鸢尾》（The Wild Iris, 1992）
- 《草场》（Meadowlands（英语：Meadowlands (1997)）, 1997）
- 《新生》（Vita Nova, 1999）
- 《七个时期》（The Seven Ages, 2001）
- 《阿弗尔诺》（Averno（英语：Averno (poetry)）, 2006）
- 《村居生活》（A Village Life，2009）
- 《忠贞之夜》（Faithful and Virtuous Night，2014）
- 《合作农场的冬日食谱》（Winter Recipes from the Collective，2021）

### 抄本
- 《花园》（The Garden, 1976）
- 《十月》（October, 2004）

### 散文集
- 《事实与理论：论诗散文》（Proofs and Theories: Essays on Poetry, 1994）
- 《美国独创：论诗散文》（American Originality: Essays on Poetry, 2017）

### 小说
- 《金盏花与玫瑰》（Marigold and Rose, 2022）

## 延伸阅读
- Burnside, John, The Music of Time: Poetry in the Twentieth Century, London: Profile Books, 2019, ISBN 978-1-78125-561-2
- Dodd, Elizabeth, The Veiled Mirror and the Woman Poet: H.D., Louise Bogan, Elizabeth Bishop, and Louise Glück, Columbia: University of Missouri Press, 1992, ISBN 0-8262-0857-6
- Doreski, William, The Modern Voice in American Poetry, Gainesville: University Press of Florida, 1995, ISBN 0-8130-1362-3
- Feit Diehl, Joanne, editor, On Louise Glück: Change What You See, Ann Arbor: University of Michigan Press, 2005, ISBN 0-472-03062-0
- Gosmann, Uta, Poetic Memory: The Forgotten Self in Plath, Howe, Hinsey, and Glück, Madison: Farleigh Dickinson University Press, 2011, ISBN 978-1-61147-037-6
- Morris, Daniel, The Poetry of Louise Glück: A Thematic Introduction, Columbia: University of Missouri Press, 2006, ISBN 978-0-8262-6556-2
- Upton, Lee, The Muse of Abandonment: Origin, Identity, Mastery in Five American Poets, Lewisburg: Bucknell University Press, 1998, ISBN 0-8387-5356-6
- Vendler, Helen, Part of Nature, Part of Us: Modern American Poets, Cambridge: Harvard University Press, 1980, ISBN 0-674-65475-7
- Zuba, Jesse, The First Book: Twentieth-Century Poetic Careers in America, Princeton: Princeton University Press, 2016, ISBN 978-0-691-16447-2